# Koudenhoven
Koudenhoven is een buurt in het stadsdeel Tongelre in de Nederlandse stad Eindhoven. De buurt ligt in het oosten van Eindhoven, in de wijk Oud-Tongelre. De naam verwijst naar het voormalige kasteel Koudenhoven. Op 1 januari 2023 telde de buurt 540 inwoners, verdeeld over 222 woningen, met een gemiddelde WOZ-waarde van € 763.000, op een oppervlakte van 1,76 km². 